# 平和文庙
平和文庙，位于中国福建省平和县九峰镇平和二中内，为一个省级文物保护单位，类型为古建筑，为第五批福建省文物保护单位，公布时间为2001年1月20日。
平和文庙的历史年代为明。